# Game of Thrones: Beyond the Wall
Game of Thrones: Beyond the Wall est un jeu vidéo de rôle free-to-play développé par GAEA Mobile et édité par Behaviour Interactive. Le jeu est sorti en mars 2020 pour Android et iOS.